# Agrodiaetus pelopi
Agrodiaetus pelopi är en fjärilsart som beskrevs av Brown 1976. Agrodiaetus pelopi ingår i släktet Agrodiaetus och familjen juvelvingar. Inga underarter finns listade i Catalogue of Life.